# Командный чемпионат СССР по шахматной композиции 1984/1985
Чемпионат СССР по шахматной композиции 1984—1985 — 12-й командный чемпионат.
Проводился по тем же разделам и тем же числом досок. Участники — 14 команд: 239 задач и этюдов 146 авторов. Зачётных композиций — 161. Победитель — команда РСФСР (120 баллов из 150). Судьи: М. Вагидов и И. Кисис (двухходовки), А. Кузовков и Н. Леонтьева (трёхходовки), Ф. Давиденко и А. Калинин (многоходовки), Д. Гургенидзе и В. Козырев (этюды), П. Макаренко (кооперативные маты), Ю. Фокин (обратные маты). 
Составы команд-победительниц: 
1. РСФСР — Ю. Вахлаков, В. Голубенко, Ф. Давиденко, И. Давыдовский, Л. Капуста, В. Карпов, В. Козырев, А. Кондратьев, А. Копнин, Г. Лобастов, М. Павлов, Н. Плетенев, В. Прыгунов, С. Пугачёв, В. Рычков, Г. Святов, Е. Умнов, А. Феоктистов, А. Фроловский, А. Ярославцев;
2. Украина — В. Аберман, Е. Богданов, А. Василенко, Ю. Гордиан, А. Зинчук, В. Лукьянов, Н. Мансарлийский, М. Марандюк, А. Мочалкин, В. Руденко, В. Самило, А. Семененко, В. Семененко, В. Столяров, С. Ткаченко, С. Шедей;
3. Москва — Д. Банный, Я. Владимиров, Л. Загоруйко, В. Копаев, Н. Кралин, Ан. Кузнецов, А. Лобусов, О. Перваков, А. Силаев, М. Соседкин, А. Спирин.

Победители по разделам: 
- двухходовки — Молдавия и Украина — по 38 очков из 60;
- трёхходовки — Украина — 47½;
- многоходовки — Украина — 50;
- этюды — Москва — 53½;
- кооперативные и обратные маты — РСФСР — 50½.

## Таблица
- Победителем стала команда, 3 композиции которой получили наивысший балл.

| Команды     | Разделы, число досок и зачётных очков | Разделы, число досок и зачётных очков | Разделы, число досок и зачётных очков | Разделы, число досок и зачётных очков | Разделы, число досок и зачётных очков | Разделы, число досок и зачётных очков | Разделы, число досок и зачётных очков | Разделы, число досок и зачётных очков | Разделы, число досок и зачётных очков | Разделы, число досок и зачётных очков | Разделы, число досок и зачётных очков | Разделы, число досок и зачётных очков | Разделы, число досок и зачётных очков | Разделы, число досок и зачётных очков | Разделы, число досок и зачётных очков | Очки |
| Команды     | двухходовки                           | двухходовки                           |                                       | трёхходовки                           | трёхходовки                           |                                       | многоходовки                          | многоходовки                          |                                       | этюды                                 | этюды                                 |                                       | кооперативные маты                    |                                       | обратные маты                         | Очки |
| Команды     | 1                                     | 2                                     |                                       | 1                                     | 2                                     |                                       | 1                                     | 2                                     |                                       | 1                                     | 2                                     |                                       | 1                                     |                                       | 1                                     | Очки |
| ----------- | ------------------------------------- | ------------------------------------- | ------------------------------------- | ------------------------------------- | ------------------------------------- | ------------------------------------- | ------------------------------------- | ------------------------------------- | ------------------------------------- | ------------------------------------- | ------------------------------------- | ------------------------------------- | ------------------------------------- | ------------------------------------- | ------------------------------------- | ---- |
| РСФСР       | 9                                     | 12                                    |                                       | 15                                    | 5                                     |                                       | 10                                    | 15                                    |                                       | 13                                    | 13                                    |                                       | 13                                    |                                       | 15                                    | 120  |
| Украина     | 11                                    | 9                                     |                                       | 14                                    | 12                                    |                                       | 12                                    | 15                                    |                                       | 14                                    | 13                                    |                                       | 14                                    |                                       | 6                                     | 120  |
| Москва      | 14                                    | 13                                    |                                       | 13                                    | 14½                                   |                                       | 0                                     | 0                                     |                                       | 14                                    | 13½                                   |                                       | 13½                                   |                                       | 13                                    | 108½ |
| Грузия      | 6½                                    | 4                                     |                                       | 8                                     | 0                                     |                                       | 14                                    | 14                                    |                                       | 12½                                   | 11                                    |                                       | 13                                    |                                       | 11                                    | 94   |
| Ленинград   | 7                                     | 11                                    |                                       | 11                                    | 13                                    |                                       | 6                                     | 9                                     |                                       | 0                                     | 9                                     |                                       | 12½                                   |                                       | 13                                    | 91½  |
| Латвия      | 8½                                    | 13                                    |                                       | 5                                     | 11                                    |                                       | 5                                     | 10                                    |                                       | 0                                     | 8                                     |                                       | 14                                    |                                       | 14                                    | 88½  |
| Азербайджан | 9½                                    | 10                                    |                                       | 10                                    | 10                                    |                                       | 7                                     | 13                                    |                                       | 4                                     | 7                                     |                                       | 0                                     |                                       | 7                                     | 77½  |
| Молдавия    | 10                                    | 12                                    |                                       | 3                                     | 15                                    |                                       | 0                                     | 0                                     |                                       | 3                                     | 11                                    |                                       | 13½                                   |                                       | 7                                     | 74½  |
| Армения     | 4½                                    | 10                                    |                                       | 6                                     | 7½                                    |                                       | 4                                     | 2                                     |                                       | 0                                     | 13½                                   |                                       | 11½                                   |                                       | 9                                     | 67½  |
| Белоруссия  | 0                                     | 4                                     |                                       | 6                                     | 0                                     |                                       | 13                                    | 11                                    |                                       | 6                                     | 1                                     |                                       | 15                                    |                                       | 9                                     | 65   |
| Литва       | 0                                     | 5                                     |                                       | 2                                     | 0                                     |                                       | 6                                     | 12                                    |                                       | 0                                     | 0                                     |                                       | 12                                    |                                       | 8                                     | 45   |
| Казахстан   | 6                                     | 6                                     |                                       | 0                                     | 0                                     |                                       | 0                                     | 0                                     |                                       | —                                     | 0                                     |                                       | 13½                                   |                                       | 8                                     | 33½  |
| Узбекистан  | 0                                     | 0                                     |                                       | 0                                     | —                                     |                                       | 0                                     | 0                                     |                                       | 0                                     | 0                                     |                                       | 11                                    |                                       | 4                                     | 15   |
| Киргизия    | 4                                     | 0                                     |                                       | 3                                     | 0                                     |                                       | 0                                     | 7                                     |                                       | —                                     | —                                     |                                       | —                                     |                                       | —                                     | 14   |